# 뮤직 브런치
뮤직 브런치는 대한민국의 방송국 TJB POWER FM의 라디오 프로그램으로, 매일 오전 11시부터 낮 12시까지 TJB의 아나운서 송유라가 진행했던 대전, 세종, 충남 전지역의 가요, 팝송 프로그램이다.
2020년 4월 26일을 끝으로 라디오 봄 개편으로 종영되었다.

## 방송되는 코너

### 매일 코너
- 1부 : 오프닝 문자+신청곡

- 월요일 : 재미로 보는 심리, 내 안의 늑대 
  - 나도 모르는 내 마음, 과연, 너는 알까? 일에 치이고 사람에 치이는 고단하고 뻔한 일상! 그러나, 인생사 해결하기 나름이다. 재미 반 호기심 반으로 풀어보는 심리 테스트로 월요병 날리고 행복 접수한다
- 화요일 : 배달가요, 새참가요 
  - 날씨, 이슈, 기분에 맞는 주제를 디제이가 던지면 청취자는 주제에 어울리는 노래를 선곡하고 그 노래를 배달받아야 하는 문자를 보내면 신청곡과 함께 진짜로 배달되는 새참들~~ 음료, 만두, 디저트, 태국요리 등으로 노래듣고 새참 먹는 두 배의 기쁨을 만끽한다.
- 수요일 : 아는 가요~모르는 가요~
  - 젓가락질 잘해야만 밥 잘 먹나요?! 노래를 못해도, 노래를 몰라도 풀 수 있는 쉽고 간단한 음악 문제로 황당한 재미와 즐거움을 나눈다.
- 목요일 : 뮤직 2 뮤직
  - 같은 듯 다른, 두곡의 노래! 동시대 비슷한 상황에 놓였던 두 가수나 그룹의 노래! 특별한 사연을 간직한 두 곡의 노래를 비교해서 들어 본다.
- 금요일 : 여행, 감동과 만나다
  - 세상은 넓고 음악은 다양하다. 세계 여러 나라의 관광지, 축제, 이색 문화와 함께 그 나라의 음악을 만나본다.

### 주말 코너
- OST 로 보는 드라마 (영화,뮤지컬)
  - 단 한 편의 드라마(영화, 뮤지컬)을 선택해 간추린 내용과 함께 그 작품 속 주옥같은 수록을 모두 들여보는 힐링의 시간.

| TJB POWER FM                  |                         |                   |
| 이전                          | 뮤직 브런치             | 다음              |
| 아름다운 이 아침 김창완입니다 | 뮤직 브런치             | 최화정의 파워타임 |
| 오전 9시~오전 11시            | 오전 11시~낮 12시       | 낮 12시~오후 2시  |
| 일부 지역 자체 방송           | 대전·세종·충남지역 방송 | 전국 방송         |